# アンヌ・テレサ・ドゥ・ケースマイケル
アンヌ・テレサ・ドゥ・ケースマイケル（アンネ・テレサ・デ・ケールスマーカー、Anne Teresa De Keersmaeker [ˈɑnə teˈreːsa də ˈkeːrsmaːkər], 1960年6月11日 - ）は、ベルギー出身の振付家・ダンサー・演出家である。1983年に女性4人による舞踊団・ローザスを立ち上げて以降、数々の作品を発表し続けており、「カンパニー結成から現在に至るまで、世界のコンテンポラリーダンスの中心軸に位置しつづけている」と評されている。

## 経歴

### ダンスとの出会いと初期作品
1960年、ベルギーのメヘレンに生まれる。高校の最終学年までは、音楽、特にフルートを学んでおり、ダンスを学んだ経験はなかった。
18歳のとき、ブリュッセルにあるモネ劇場付属の舞踊学校・ムードラに入学する。同校は、振付家モーリス・ベジャールが主宰していた学校であり、ドゥ・ケースマイケルは、同校で音楽を教えていたパーカッション奏者のフェルナン・シレンから大きな影響を受けたと語っている。1980年、ムードラで最初の振付作品『アッシュ』を発表した。
1981年、ドゥ・ケースマイケルはムードラを退学し、ニューヨーク大学のティッシュ芸術学部へ留学する。ニューヨークでは、ポスト・モダンダンスやミニマル・ダンスに触れ、強い影響を受けた。
翌1982年にベルギーへ帰国した後、スティーヴ・ライヒの音楽を用いたダンス作品『ファーズ』を発表する。本作は、1つのソロ作品と3つのデュオ作品から成る4部構成をとっており、ライヒのミニマルな音楽に合わせて単純な振付を反復しながら、その動きを少しずつずらしていくという、緻密な構成をもつ作品であった。本作がアヴィニョン演劇祭などで上演されたことをきっかけとして、ドゥ・ケースマイケルは国際的に名を知られるようになった。

### ローザスの結成
1983年、ドゥ・ケースマイケルは、女性だけの舞踊団・ローザスを立ち上げる。創立時のメンバーは4人で、ドゥ・ケースマイケルの他、ムードラで学んだ3人のダンサー（アドリアーナ・ボリエーロ、池田扶美代、ミシェル＝アンヌ・ドゥ・メイ）が参加した。
同年5月6日、ローザスは、ブリュッセルで開催されたカーイテアター・フェスティバルにおいて、最初の作品である『ローザス・ダンス・ローザス』を発表した。楽曲は、ティエリー･ドゥ･メイとペーター・フェルメールシュが手掛けた。
『ローザス・ダンス・ローザス』は、前作の『ファーズ』同様、ダンサー達が単純な動作をずらしながら反復していくという構成をもつが、そこに、激しい動きや、女性性を強調するような身振りが加わっていることが特徴的である。本作を含む初期のローザス作品は、ミニマルなダンスに、女性性を意識させる日常的な動作（髪をかき上げて振り降ろす、着衣をはだけて戻す等）を、感情を伴わない記号的な振付として融合させている点が注目された。『ローザス・ダンス・ローザス』は国際的に高い評価を受け、1987年にはベッシー賞を受賞した。
ドゥ・ケースマイケルは、自身にとって「ローザス」というカンパニー名の最も重要な点は、女性名であるローザ（Rosa）という語が女性を表していることだ、と語っている。また『ローザス・ダンス・ローザス』というタイトルについては、「自分たち自身が踊るのだということを意味しているとともに、作中に出てくる反復という要素も含んでいる」と述べている。

### モネ劇場での活動
女性4人で結成されたローザスだが、後には男性ダンサーも加入し、『アクターランド』（1990年）などの作品を発表する。

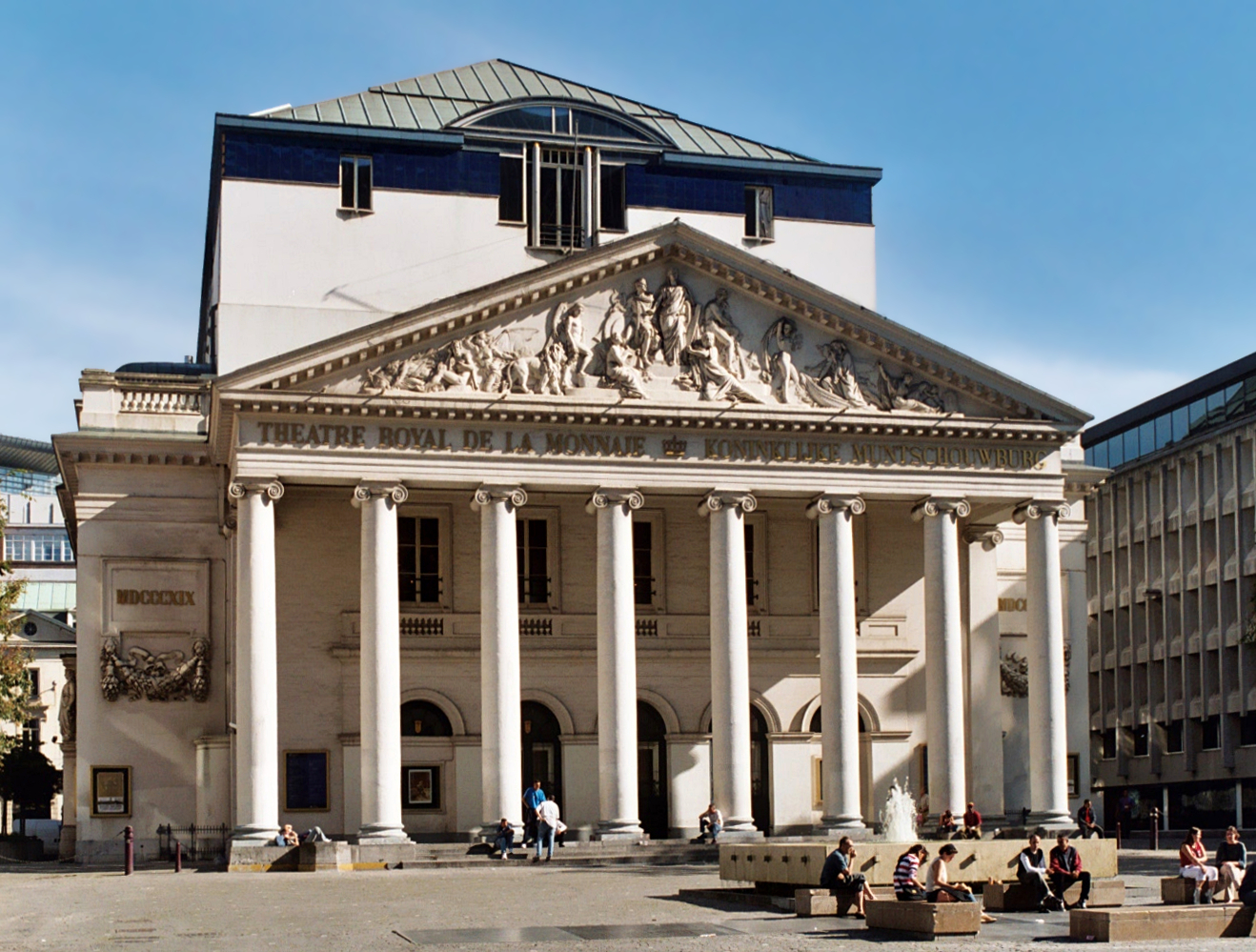
モネ劇場

1992年、ローザスはブリュッセルのモネ劇場の専属舞踊団となり、2007年まで同劇場を拠点として活動した。この間、ドゥ・ケースマイケルは多数の作品を発表している。代表的な作品として、現代音楽グループのアンサンブル・イクトゥスと共演した『ドラミング』（1998年）や『レイン』（2001年）の他、バッハの楽曲を用いた『トッカータ』（1993年）や、シェーンベルクの同名楽曲による『浄められた夜』（1995年）などがある。
その他、『アイ・セッド・アイ』（1999年）や『イン・リアル・タイム』（2000年）といった作品では、テキストや演劇的な表現も用いている。また、マイルス・デイヴィスの楽曲を使用した『ビッチェズ・ブリュー／タコマ・ナロウズ』（2003年）では、振付にインプロヴィゼーションを取り入れ、従来の精緻な構成をもつ作品のイメージを塗り替えた。
1995年、ローザスとモネ劇場は、1987年にローザンヌへ移転していたムードラの後継として、新たな舞踊学校であるP.A.R.T.Sを設立した。

### その後の活動
モネ劇場を離れた後も、ドゥ・ケースマイケルはローザスを率いて精力的に創作を続けている。近年の代表作として、ジェラール・グリゼーの楽曲を使用した『時の渦』（2013年）などがある。また、戯曲や詩などのテキストを用いた作品として、ブライアン・イーノのアルバム『アナザー・グリーン・ワールド』とシェイクスピアの戯曲を組み合わせた『ゴールデン・アワーズ（お気に召すまま）』（2015年）や、ライナー・マリア・リルケの詩に基づく『旗手クリストフ・リルケの愛と死の歌』（2015年）などがある。
ドゥ・ケースマイケルは、ダンス作品のみならず、オペラの演出も手掛けており、代表作に『班女』（細川俊夫作曲、2004年）や、パリ・オペラ座で上演された『コジ・ファン・トゥッテ』（2017年）などがある。
2020年2月には、ドゥ・ケースマイケルが振付を手掛けた新演出版ミュージカル『ウエスト・サイド物語』がブロードウェイで上演された。

## 作風
ドゥ・ケースマイケルのダンス作品の特徴としてしばしば指摘されるのが、音楽と振付の緊密な関係性である。
舞踊評論家の岡見さえは、ドゥ・ケースマイケルの多彩な作品の根底にあるのは「音楽とダンスの関係性の探求」であると述べている。それは、単に音楽のリズムや雰囲気に合った振付を踊るということではなく、「幾何学や数学の知を使い、楽曲の構造を丹念に分析」することであり、そのことによって「楽曲の原理を抽出し、研ぎ澄まされた身体でそれを自在に増幅」させている、という。ドゥ・ケースマイケル自身、振付の構成にあたって黄金比・数秘術・数列などの考え方を用いることがあると述べている。
ドゥ・ケースマイケルの用いる音楽は幅広く、クラシックからジャズ、現代音楽まで様々な時代の作品を取り入れている。また前述の通り、音楽のみならず、戯曲や詩などのテキストを用いた作品も創作している。

## 影響

### 他のバレエ団での上演

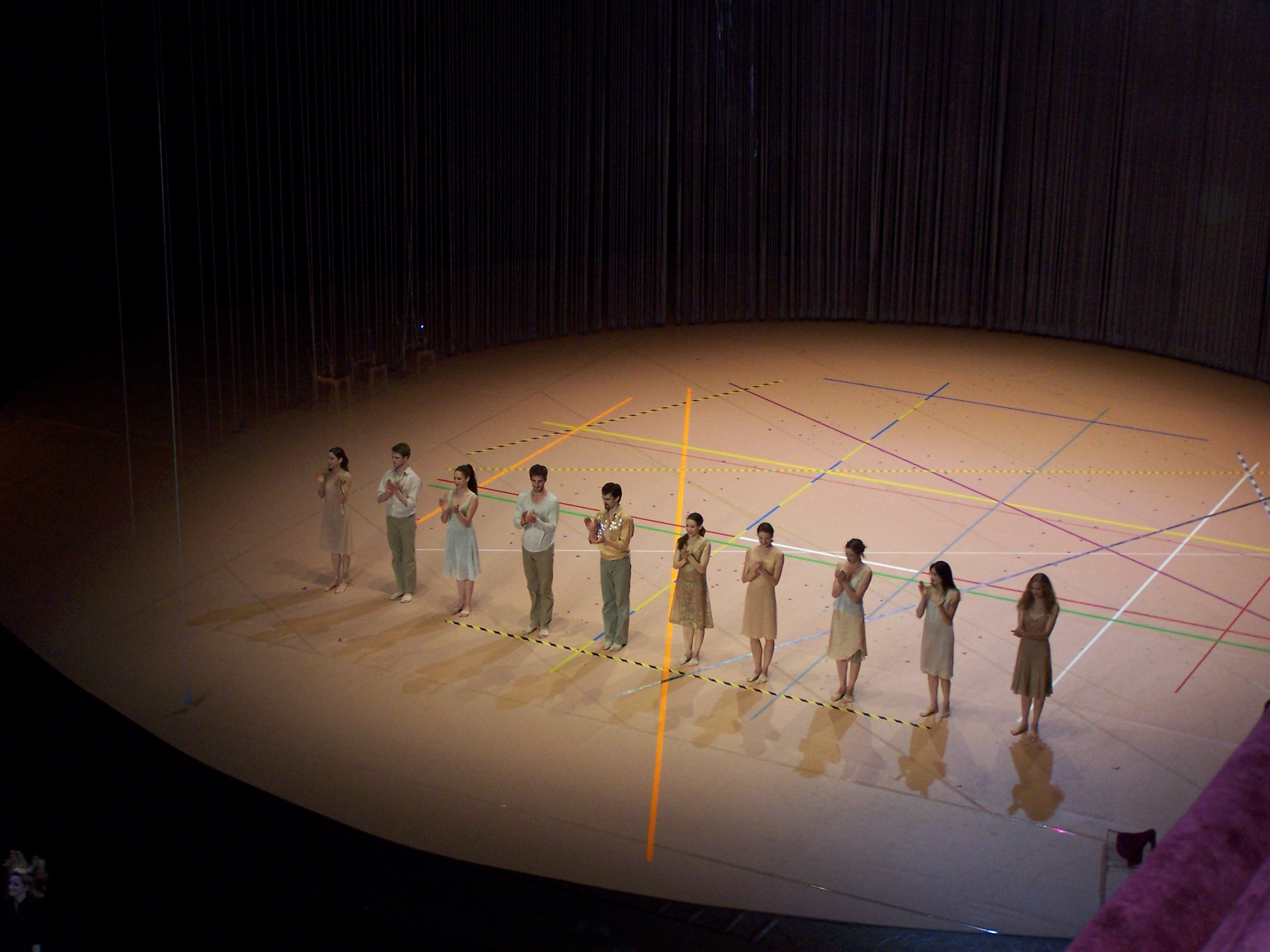
パリ・オペラ座バレエで上演された『レイン』のカーテンコール（2011年）

ドゥ・ケースマイケルの作品はパリ・オペラ座バレエで上演されており、『レイン』（2011年初演）、『弦楽四重奏曲第4番』（2015年初演）などが同バレエ団のレパートリーになっている。

### ビヨンセのミュージックビデオ
2011年、歌手のビヨンセが、ミュージックビデオ『カウントダウン』において、ドゥ・ケースマイケルの作品『ローザス・ダンス・ローザス』及び『アクターランド』の振付を剽窃していたことが指摘された 。ビヨンセも、ミュージックビデオの制作にあたって『ローザス・ダンス・ローザス』を参照したことを認めた。
ドゥ・ケースマイケルはこの件についてコメントを発表し、その中で次のように述べている。「私は今回の件について怒っているのか、光栄に思っているのかと聞かれていますが、どちらでもなく、むしろ嬉しいと思っています。『ローザス・ダンス・ローザス』は1980年代からダンス界の内部では人気がありましたが、今回の件で、普段このようなダンス作品を観ることのない多数の人々にも本作を知ってもらえたかもしれないからです。それに、ビヨンセは単に下手な物真似をしたわけではなく、歌とダンスはとても巧みで、センスがいいと思います」。
しかし一方で「こういった引用を行うには然るべき手続きがあり、ビヨンセや制作チームがそれを知らなかったとは考えられません」と指摘している。さらに、「1980年代には、『ローザス・ダンス・ローザス』は女性の立場から性的な表現をした作品として受け止められ、ガールパワーの主張であるとみなされました。当時はよく、これはフェミニズムの作品なのか、と聞かれたものです。しかし、今回のビヨンセのダンスは、見ていて心地よいものでしたが、尖ったところは全く感じられません。楽しい流行りの作品というような魅力しかありませんでした」とも述べている。このように批判的な意見を述べつつも、コメントの最後は次のように結ばれている。
「振付が似ていたことの他にも、面白い偶然の一致があります。皆が教えてくれたのですが、踊っているビヨンセは妊娠4か月だったそうです。1996年に『ローザス・ダンス・ローザス』の映像を撮影したとき、私も2人目の子供を妊娠していたのです。だから今はただ、娘が私に喜びをもたらしてくれたのと同じように、ビヨンセにも喜びが訪れることを願っています」 。

## 主な作品

### ダンス作品
ドゥ・ケースマイケルの主要な振付作品は以下の通りである。
- 『アッシュ（フランス語版）』 - Asch（1980年）
- 『ファーズ スティーヴ・ライヒの音楽による4つのムーブメント（フランス語版）』 - Fase four movements to the music of Steve Reich（1982年）
- 『ローザス・ダンス・ローザス（英語版）』 - Rosas danst Rosas （1983年）
- 『エレナズ・アリア（フランス語版）』 - Elena's Aria （1984年）
- 『バルトーク／アンテケニンゲン（フランス語版）』 - Bartók/Aantekeningen（1986年）
- 『落魄の岸辺 メディアマテリアル アルゴー船員たちのいる風景』 - Verkommenes Ufer/Medeamaterial/Landschaft mit Argonauten （1987年）
- 『バルトーク／ミクロコスモス』 - Bartók/Mikrokosmos（1987年）
- 『弦楽四重奏曲第4番』 - Quatuor N°4（1987年、『バルトーク／ミクロコスモス』の一部[26]）
- 『オットーネ／オットーネ（フランス語版）』 - Ottone Ottone（1988年）
- 『ステラ（フランス語版）』 - Stella （1990年）
- 『アクターランド』 - Achterland（1990年）
- 『トッカータ』 - Toccata（1993年）
- 『キノック』 - Kinok（1994年）
- 『死の彼方 永遠の愛』- Amor constante, más allá de la muerte（1994年）
- 『期待／浄められた夜』- Erwartung/Verklärte Nacht（1995年）
- 『ドラミング（英語版）』 - Drumming （1998年）
- 『カルテット』- Quartett （1999年）
- 『アイ・セッド・アイ』- I said I （1999年）
- 『イン・リアル・タイム（フランス語版）』 - In Real Time（2000年）
- 『レイン（フランス語版）』 - Rain （2001年）
- 『ワンス（フランス語版）』- Once （2002年）
- 『ビッチェズ・ブリュー／タコマ・ナロウズ』 - Bitches Brew / Tacoma Narrows （2003年）
- 『カサンドラ』 - Kassandra- speaking in twelve voices （2004年）
- 『ドライアップシート（3つの別れ）（フランス語版）』 - 3Abschied（2010年、振付家ジェローム・ベル（英語版）との共作）
- 『時の渦』 - Vortex Temporum （2013年）
- 『ゴールデン・アワーズ（お気に召すまま）』- Golden Hours (As You Like It) （2015年）
- 『旗手クリストフ・リルケの愛と死の歌』- Die Weise von Liebe und Tod des Cornets Christoph Rilke（2015年）
- 『至上の愛』 - A Love Supreme（2017年）
- 『我ら人生のただ中にあって／バッハ無伴奏チェロ組曲』 - Mitten wir im Leben sind/Bach6Cellosuiten（2017年）

### 映像作品
ドゥ・ケースマイケルの振付作品は多数映像化されている。主な作品は以下の通りである。
- 『ホップラ！』- Hoppla!（ヴォルフガング・コルブ監督、1989年）
- 『オットーネ／オットーネより池田扶美代のモノローグ』- Monoloog van Fumiyo Ikeda op het einde van Ottone, Ottone（ヴァルター・フェルディン、アンヌ・テレサ・ドゥ・ケースマイケル、ジャン・リュック・デュクール監督、1989年）
- 『オットーネ／オットーネ I・II』- Ottone, Ottone (Part 1 and 2)（ヴァルター・フェルディン、アンヌ・テレサ・ドゥ・ケースマイケル監督、1991年）
- 『ローザ』 - Rosa（ピーター・グリーナウェイ監督、1992年）[28]
- 『アクターランド』 - Achterland（アンヌ・テレサ・ドゥ・ケースマイケル監督、1994年）[29]
- 『ティッペケ』 - Tippeke（ティエリー・ドゥ・メイ監督、1996年）[30]
- 『ローザス・ダンス・ローザス』- Rosas danst Rosas（ティエリー・ドゥ・メイ監督、1997年）[31]
- 『ファーズ スティーヴ・ライヒの音楽による4つのムーブメント』- Fase, Four Movements to the Music of Steve Reich（ティエリー・ドゥ・メイ監督、2002年）[32]
- 『レイン』- Rain（パリ・オペラ座バレエ出演、オリヴィア・ロシェット、ジェラール・ジャン・クレ監督、2012年）[33]